# Antonio Barichievich
Antonio Barichievich dit «Grand Antonio» (10 ou 25 octobre 1925 à Zagreb, Yougoslavie - 7 septembre 2003 à Montréal) est un homme fort et ancien lutteur professionnel (catcheur) canadien. Il mesurait 1,93 m (6′ 4″) et pesait près de 225 kg (495 lb).

## Biographie
Anton Baričević naît le 10 ou 25 octobre 1925 à Zagreb en Yougoslavie. Il immigre au Canada en 1946, après la Seconde Guerre mondiale. Il choisit alors de s'appeler « Antonio Barichievich ».
Au Québec, il construit sa renommée en tirant avec ses cheveux des autobus remplis de passagers, ou encore plusieurs autobus attachés les uns aux autres. Barichievich tourne au Canada et aux États-Unis dans les années 1960 et 1970. Il affronte notamment des ours dans une arène. Il est aussi connu au Japon où il affronte de grands champions tels Rikidōzan et Antonio Inoki. 
Il est cité en 1952 dans le Livre Guinness des records pour avoir tiré un train de 433 tonnes sur 19,8 mètres. Il joue dans plusieurs films; dont La Guerre du feu et L'Abominable Homme des neiges. Il apparaît dans des émissions de télévision comme The Ed Sullivan Show, The Tonight Show et Real People (en).
Au cours des années 1980 et 1990, Barichievich devient une figure connue des Montréalais, emblématique du milieu des itinérants de la ville. Parfois, il offre spontanément au conducteur d'un autobus de tirer l'engin sur quelques mètres. Durant les dernières années de sa vie, il occupe un petit appartement sur la rue Beaubien, à Montréal, au coin de la 10e avenue, et est régulièrement aperçu dans les stations de métro du centre-ville, vendant pour quelques dollars des photographies de ses exploits passés.
Il meurt le 7 septembre 2003 sur un banc dans un marché d'alimentation à Montréal,. Jusqu'à la fin de sa vie, il porte une épaisse barbe et une longue chevelure qui traîne jusqu'à terre. Les médias et le public québécois font grand cas de son décès. Un mouvement de sympathie permet à Antonio Barichievich d'être inhumé décemment.

## Hommages

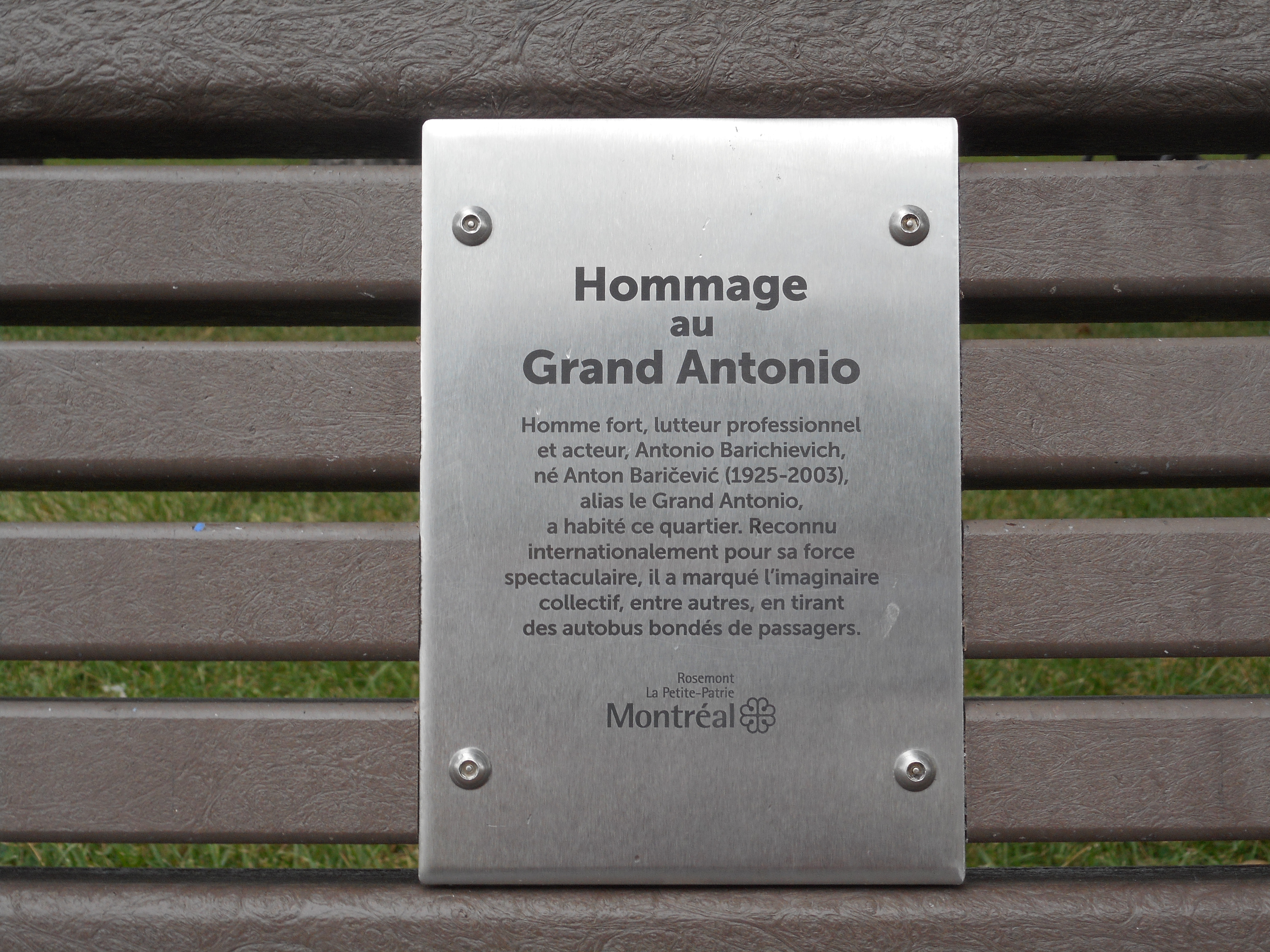
Banc du parc Beaubien

Des projets de monuments à sa mémoire ont été proposés, sans succès. Le 7 septembre 2006, Sylvain Laquerre, ami et photographe de Barichievich, publie Antonio le Grand, une biographie. En 2008, le groupe Mes Aïeux enregistre une chanson hommage sur son album La Ligne orange, ainsi qu'une chanson chantée par ce dernier. En 2014, Élise Gravel publie aux éditions La Pastèque un album pour enfants intitulé Le Grand Antonio, relatant ses exploits. Il apparait dans une murale réalisée en 2015 dans le cadre du festival Under Pressure sur un édifice de la rue Sainte-Catherine du côté de la rue Berger (45° 30′ 39″ N, 73° 33′ 46″ O). En son hommage, une plaque est apposée, le 9 septembre 2015, sur un banc du parc Beaubien où Antonio avait l'habitude de venir se reposer (45° 33′ 12″ N, 73° 35′ 16″ O). En 2017, il est mentionné dans la chanson Song That I Heard du groupe The Barr Brothers sur l'album Queens of the Breakers.